# Heinz Nicolai
Heinz Nicolai (* 11. November 1908 in Dresden, Deutsches Kaiserreich; † 2002 in Ahrensburg, Schleswig-Holstein) war ein deutscher Germanist und Universitätsprofessor.

## Leben
Nicolai legte 1928 das Abitur an der Dreikönigsschule Dresden ab. Er studierte Germanistik, Philosophie und neuere Sprachen in Innsbruck (1928), Wien (1928/29), Grenoble (1929) und Leipzig (1929–1934), wo er auch Kurse in vergleichender Literatur- und Sprachwissenschaften, Kunstgeschichte und Psychologie belegte. 1934 wurde er an der Universität Leipzig bei Karl Justus Obenauer mit der Dissertation Wilhelm Dilthey und das Problem der dichterischen Phantasie promoviert.
Nach einem Sprachaufenthalt in England Ende 1934/Anfang 1935 war Nicolai von 1935 bis 1939 Erster Assistent am Englischen Institut der Universität Hamburg. Zudem war er von 1938 bis 1939 Leiter der Akademischen Auslandsstelle und des Deutsch-Ausländischen Akademischen Clubs der Universität Leipzig.
Während der Zeit des Nationalsozialismus war Nicolai von 1933 bis 1934 Mitglied der SA und wechselte dann zur SS. Am 12. Oktober 1937 beantragte er die Aufnahme in die NSDAP und wurde rückwirkend zum 1. Mai desselben Jahres aufgenommen (Mitgliedsnummer 5.799.048). 1940 wurde er zum SS-Untersturmführer ernannt. Hans Pyritz, Germanist und Goetheforscher an der Universität Hamburg, holte ihn 1935 als Assistent an das Hamburger Englische Institut. Nach seiner Einberufung in die Wehrmacht 1939 war er Leutnant (1940), Oberleutnant (1942) und Hauptmann (1943). Er war Teilnehmer des Überfalls auf Polen (Polenfeldzug), Westfeldzug und Russlandfeldzug. Nach Verwundung im April 1945 war er zu 40 % kriegsbeschädigt und in Kriegsgefangenschaft. Er gehörte zu dem unter § 131 des Grundgesetzes fallenden Personenkreises als „Beamter zur Wiederverwendung“.
Nach Kriegsende setzte er seine akademische Laufbahn an der Universität Hamburg fort. Dort war er 1948 zunächst Verwalter einer wissenschaftlichen Assistenzstelle am Literaturwissenschaftlichen Seminar und von 1949 bis 1956  Assistent von Hans Pyritz. 1957 habilitierte er sich mit der Schrift Goethe und Friedrich Heinrich Jacobi und lehrte anschließend als Privatdozent für Deutsche Philologie. Ab 1963 war er außerplanmäßiger Professor für Deutsche Philologie an der Universität Hamburg, ab 1966 planmäßiger und von 1969 bis 1977 ordentlicher Professor der Deutschen Literaturwissenschaft sowie Abteilungsdirektor. 1977 wurde er emeritiert.
Zudem hatte er Gastprofessuren an der University of Waterloo (Kanada, 1966), der Universität Johannesburg (Südafrika) und der University of Michigan (USA) inne. Zu seinen Schülern zählten unter anderem Franklin Kopitzsch, Elisabeth Raabe, Helmut Riege, Klaus Schröter, Hans-Gerd Winter und Karl Alfred Zell.
Nicolai war Mitglied er Goethe-Gesellschaft in Weimar, der Goethe-Gesellschaft in Hamburg (1953), des Freien Deutschen Hochstifts in Frankfurt am Main (1966) sowie der Theodor-Storm-Gesellschaft in Husum (1968).

## Forschungsschwerpunkte
Die Forschungsschwerpunkte von Nicolai waren die Literatur des 18. Jahrhunderts, insbesondere Sturm und Drang, Klopstock sowie Goethe und dessen Umkreis.

## Schriften (Auswahl)
- Wilhelm Dilthey und das Problem der dichterischen Phantasie. C. H. Beck, München 1934, DNB 570964237 (Zugleich: Dissertation, Leipzig; auch u. d. T.: Innere Form und dichterische Phantasie).
- Zeittafel zu Goethes Leben und Werk (= Fischer Bücherei. Band 617). Fischer, Hamburg 1964, DNB 453586325.
- Goethe und Jacobi. Studien zur Geschichte ihrer Freundschaft (= Germanistische Abhandlungen. Band 4). Metzler, Stuttgart 1965, DNB 453586317.
- mit Gerhard Burkhardt: Klopstock-Bibliographie (= Klopstock, Friedrich Gottlieb: Werke und Briefe, Abteilung Addenda. Band 1). De Gruyter, Berlin/New York 1975, ISBN 3-11-004896-5.
- Sturm und Drang, Dichtungen und theoretische Texte. [Ausgewählt und mit einem Nachwort versehen von Heinz Nicolai], Winkler München 1971